# Joseph Seligmanns förlag
Joseph Seligmanns förlag, senare Jos Seligmann & Co, var ett svenskt bokförlag grundat av Joseph Seligmann.
Förlaget ändrade namn till Jos. Seligmann & Co 1878 då medarbetaren Hugo Geber avancerade till Seligmanns kompanjon. År 1887 separerade de två förläggarna och Geber tog över förlaget, varpå det bytte namn till Hugo Gebers förlag. Förläggaren Seligmann fortsatte dock på egen hand och gav ut Erik Axel Karlfeldts debutdiktsamling, sedan den refuserats av Albert Bonniers Förlag.

## Utgivning i urval
- August Strindberg (1879). Röda rummet: skildringar ur artist- och författarlifvet. Stockholm: Seligmann. Libris 8214323
- Claës Lundin och August Strindberg, red (1882). Gamla Stockholm: anteckningar ur tryckta och otryckta källor. Stockholm: Seligmann. Libris 239167 (PDF)
- Erik Axel Karlfeldt (1895). Vildmarks- och kärleksvisor. Stockholm: Seligmann. Libris 1623764
- Carl Snoilsky
- Viktor Rydberg
- Gunnar Wennerberg